# Třenická hora (rozhledna)
Třenická hora je rozhledna nacházející se na východním svahu stejnojmenného vrchu (Poberounská subprovincie, Brdská oblast), kóta 501  m n. m., západně od městysu Cerhovice, okres Beroun. Vyhlídková plošina ve výšce 20 m je umístěna na stožáru mobilního operátora Vodafone, vede k ní 108 schodů. Celková výška stožáru je 30 metrů. Se stavbou bylo započato na jaře roku 2007, slavnostní otevření bylo 15.9.2007. 

## Přístup
K rozhledně lze dojet autem, exit č. 41 z dálnice D5 do Cerhovic, osady Třenice, zde po ulici Letná přibližně 200 m pod rozhlednu. Nejbližší železniční stanice jsou Cerhovice, pěšky cca 2,5 km vzdálená. Rozhledna je volně přístupná po celý rok. 

## Výhled
Od severu k jihu je to Holý vrch (572 m n. m.), oblast Hořovické brázdy, Český kras, Cukrák, Plešivec, centrální Brdy s kótami Brda (773 m n. m.), Tok (865 m) a Jordán (824).